# 尤爾加梅什區
53°22′30″N 64°28′00″E / 53.37500°N 64.46667°E
尤爾加梅什區（俄语：Юргамышский район），是俄羅斯的一個區，位於該國南部，由庫爾干州負責管轄，面積2,600平方公里，2010年人口20,886，人口密度每平方公里8.03人。